# Leisi (vlek)
Leisi is een plaats in de gemeente Saaremaa, provincie Saaremaa in Estland. De plaats heeft de status van vlek (Estisch: alevik).
Tot in oktober 2017 was Leisi de hoofdplaats van de gemeente Leisi. In die maand werden de twaalf gemeenten op het eiland Saaremaa samengevoegd tot de fusiegemeente Saaremaa.

## Bevolking
Het dorp had 264 inwoners op 31 december 2011 en 271 inwoners op 31 december 2021.

## Geografie
De plaats ligt aan de noordkust van het eiland Saaremaa; ten westen van de plaats ligt een bos. Bij Leisi komt de gelijknamige rivier in de Oostzee uit.
In de gemeente Saaremaa ligt nog een tweede plaats Leisi, met de status van dorp. De afstand tussen de twee plaatsen bedraagt 33 km.
Vanuit Upa (bij Kuressaare) loopt de weg Tugimaantee 79 naar Leisi.